# Tabrezi Davlatmir
Tabrezi Davlatmir (in tagico Табрези Давлатмир?; 6 giugno 1998) è un calciatore tagiko, difensore dell'Istiklol e della nazionale tagika.

## Carriera

### Club
Ha giocato nella prima divisione tagika ed in quella estone.

### Nazionale
Ha esordito con la nazionale tagika il 7 giugno 2016 nella partita Bangladesh-Tagikistan (0-1).
Nel 2023 ha partecipato alla Coppa d'Asia.

## Statistiche

### Cronologia presenze e reti in nazionale
| Cronologia completa delle presenze e delle reti in nazionale ― Tagikistan | Cronologia completa delle presenze e delle reti in nazionale ― Tagikistan | Cronologia completa delle presenze e delle reti in nazionale ― Tagikistan | Cronologia completa delle presenze e delle reti in nazionale ― Tagikistan | Cronologia completa delle presenze e delle reti in nazionale ― Tagikistan | Cronologia completa delle presenze e delle reti in nazionale ― Tagikistan | Cronologia completa delle presenze e delle reti in nazionale ― Tagikistan | Cronologia completa delle presenze e delle reti in nazionale ― Tagikistan |
| Data                                                                      | Città                                                                     | In casa                                                                   | Risultato                                                                 | Ospiti                                                                    | Competizione                                                              | Reti                                                                      | Note                                                                      |
| ------------------------------------------------------------------------- | ------------------------------------------------------------------------- | ------------------------------------------------------------------------- | ------------------------------------------------------------------------- | ------------------------------------------------------------------------- | ------------------------------------------------------------------------- | ------------------------------------------------------------------------- | ------------------------------------------------------------------------- |
| 15-6-2021                                                                 | Osaka                                                                     | Tagikistan                                                                | 4 – 0                                                                     | Birmania                                                                  | Qual. Mondiali 2022                                                       | -                                                                         |                                                                           |
| Totale                                                                    |                                                                           | Presenze                                                                  | 1                                                                         |                                                                           | Reti                                                                      | 0                                                                         |                                                                           |

## Palmarès

### Club

#### Competizioni nazionali
- Campionato tagiko: 3

Istiklol: 2022, 2023, 2024
- Coppa del Tagikistan: 2

Istiklol: 2022, 2023